# Mammal Species of the World
Mammal Species of the World to obecnie trzecia edycja opracowania naukowego wszystkich znanych gatunków ssaków. Najnowsze wydanie zostało opracowane w 2005 roku.
Spis zawiera informacje dotyczące uszeregowania systematycznego wszystkich znanych gatunków ssaków, ich nazewnictwa i rozmieszczenia na świecie.

## Edycje
Pierwsza edycja została oddana w czerwcu 1982 roku. Obejmowała opis 4170 gatunków zamieszczony na 694 stronach.
Druga edycja ukazała się w czerwcu 1993 roku. Na 1207 stronach znalazły się opisy 4629 gatunków, wśród których 171 to nowo opisane taksony.
Trzecia edycja ukazała się w grudniu 2005 roku. Na 2142 stronach znalazły się opisy 5416 gatunków ssaków, wśród których 260 to nowo opisane taksony.